# プベルル酸
プベルル酸（プベルルさん、英: Puberulic acid）またはプベルリン酸（プベルリンさん） は、分子式C
8H
6O
6で表される七員環有機化合物（トロポロン類、トロポノイド）である。アオカビ属により産生され、グラム陽性菌に対する殺菌作用を示す。

## 発見
1932年にBirkinshawとRaistrickがPenicillium puberulum Bainierから産生されるC
8H
6O
6の化学式を持つ化合物が存在することを報告し、これをプベルル酸と命名した。P. aurantio-virens Biourge、P. johannioli Zaleski等の複数種のアオカビの培地からプベルロン酸（英: Puberulonic acid）と同時に得られることが知られている。プベルロン酸は水存在下で100 °Cに加熱すると脱炭酸によりプベルル酸となる。

アオカビ培地でプベルル酸と同時に得られる近縁化合物であるプベルロン酸

## 性質
七員環構造を持つ。プベルル酸のエタノール溶液に塩化鉄(III)を加えると赤褐色を呈する。316 °Cに加熱すると脱炭酸が起こり分解する。高度減圧下では220 °Cで昇華する。塩基性下で過酸化水素を加えると容易に酸化されて、アコニット酸とマロン酸に分解する。
比較的弱い抗生物質との報告がある。グラム陽性菌にある程度の作用を示すが、グラム陰性菌には作用が微弱である。抗マラリア作用が報告されており、クロロキン抵抗性マラリア原虫K-1株に対するin vitroでのIC50値は0.05 μMである。また、ヒト細胞株MRC-5に対するIC50値は288.7 μMであったIC50値は288.7 μMであった。近縁化合物であるプベルロン酸は、HeLa細胞に対して細胞障害性があることも報告されている。

## 全合成
プベルル酸の全合成はこれまでR.B.Johnsらの研究グループ（1954年）、続いてM.G.Banwellらの研究グループ（1993年）によって報告されている。どちらの合成経路でもシクロプロパン化したベンゼン誘導体からの環拡大によってトロポロン骨格が構築された。
2014年には北里大学による研究で、D-(+)-ガラクトースを出発物質とする8段階、収率54%のプベルル酸の全合成が報告された。

## 生合成
生合成においては、プベルロン酸がプベルル酸の前駆体となる。アセチルCoA1単位とマロニルCoA3単位が縮合して、ポリケトメチレン鎖（プレベンゼノイド）ができ、これにC1付加反応が1箇所または2箇所で起こり七員環をもつプベルロン酸が形成されると推定されている。これらの反応により生じたプベルロン酸は、酵素により脱炭酸されてプベルル酸となる。